# Kalv (ungdjur)

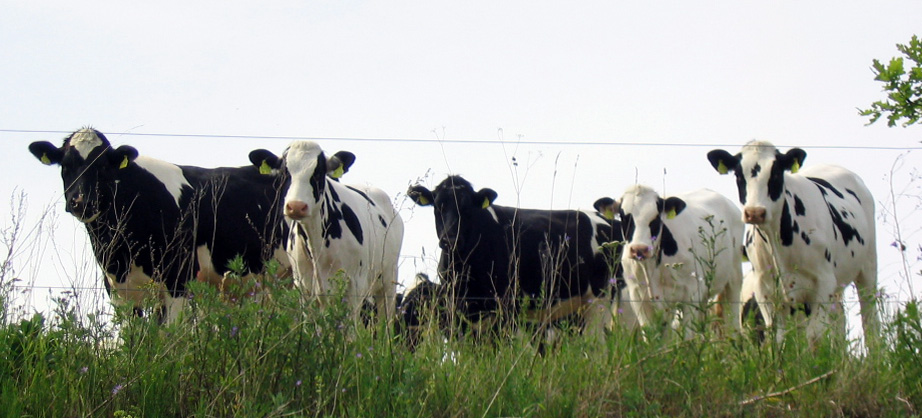
Kalv av nötkreatur.

Kalv kallas ett ungt djur av vissa djurarter. 
Vanligen avses nötkreatur under sitt första levnadsår. En kalv av honkön kallas kvigkalv och en av hankön kallas tjurkalv. När en ko föder en kalv kallas det kalvning.
En kalv kan även vara en unge av älg, hjort, ren, elefant och val.